# نهر بوهوروك
نهر بوهوروك هو نهر في مديرية لانجكات في سومطرة الشمالية، إندونيسيا. في أكتوبر 2003 ، قتل فيضان واسع النطاق 242 شخصًا.